# Metachela convexa
Metachela convexa är en tvåvingeart som beskrevs av James David Macdonald 1989. Metachela convexa ingår i släktet Metachela och familjen dansflugor.
Artens utbredningsområde är Kalifornien. Inga underarter finns listade i Catalogue of Life.